# فیلیپ (فیلم)
فیلیپ (لهستانی: Filip) یک فیلم جنگی درام لهستانی است که در سال ۲۰۲۳ منتشر شد.

## گزیدهٔ بازیگران
- زویی
- ساندرا دژیمالسکا
- روبرت وینتسکیویچ
- هانا اشلشینسکا
- روبرت گونرا
- مارک گیرشاو
- مائوریتسی پوپی‌یل
- مونیکا کفیاتکوفسکا
- آگنیشکا چکاینسکا
- اریک کولم